# Jerome Kaino
Jerome Kaino (6 de abril de 1983) é um jogador de rugby neozelandês, de origem samoana, que joga na posição de forward.

## Carreira
Jerome Kaino integrou o elenco da Seleção de Rugby Union da Nova Zelândia campeão na Copa do Mundo de Rugby Union de 2015. Jerome Kaino joga pelos Auckland Blues da Nova Zelândia equipa que capitaneia.